# Villa dei Sette Bassi
Villa dei Sette Bassi är en romersk villa vid Via Tuscolana i Rom. Villan uppfördes under Antoninus Pius kejsartid (138–161 e.Kr.). Villa dei Sette Bassi, som är en villa suburbana, ingår i Parco archeologico dell'Appia Antica i zonen Capannelle i sydöstra Rom.
Det är inte klarlagt vad ”Sette Bassi” syftar på. Enligt en teori åsyftar namnet Lucius Septimius Bassianus, även kallad Caracalla. En annan teori gör gällande att namnet syftar på Septimius Bassus, som var praefectus urbis 317–319. 

## Bilder
| - Det så kallade tempietto. - Akvedukten. |

## Kommunikationer
- Tunnelbanestation – Roms tunnelbana, linje  Anagnina

### Webbkällor
- ”Villa dei Sette Bassi” (på italienska). Parco archeologico dell'Appia Antica. Arkiverad från originalet den 23 april 2022. https://archive.ph/bN05d. Läst 23 april 2022.
- ”Villa dei Sette Bassi” (på italienska). info.roma.it. Arkiverad från originalet den 23 april 2022. https://archive.ph/urrt4. Läst 23 april 2022.